# Wit-Rusland op het Eurovisiesongfestival 2019

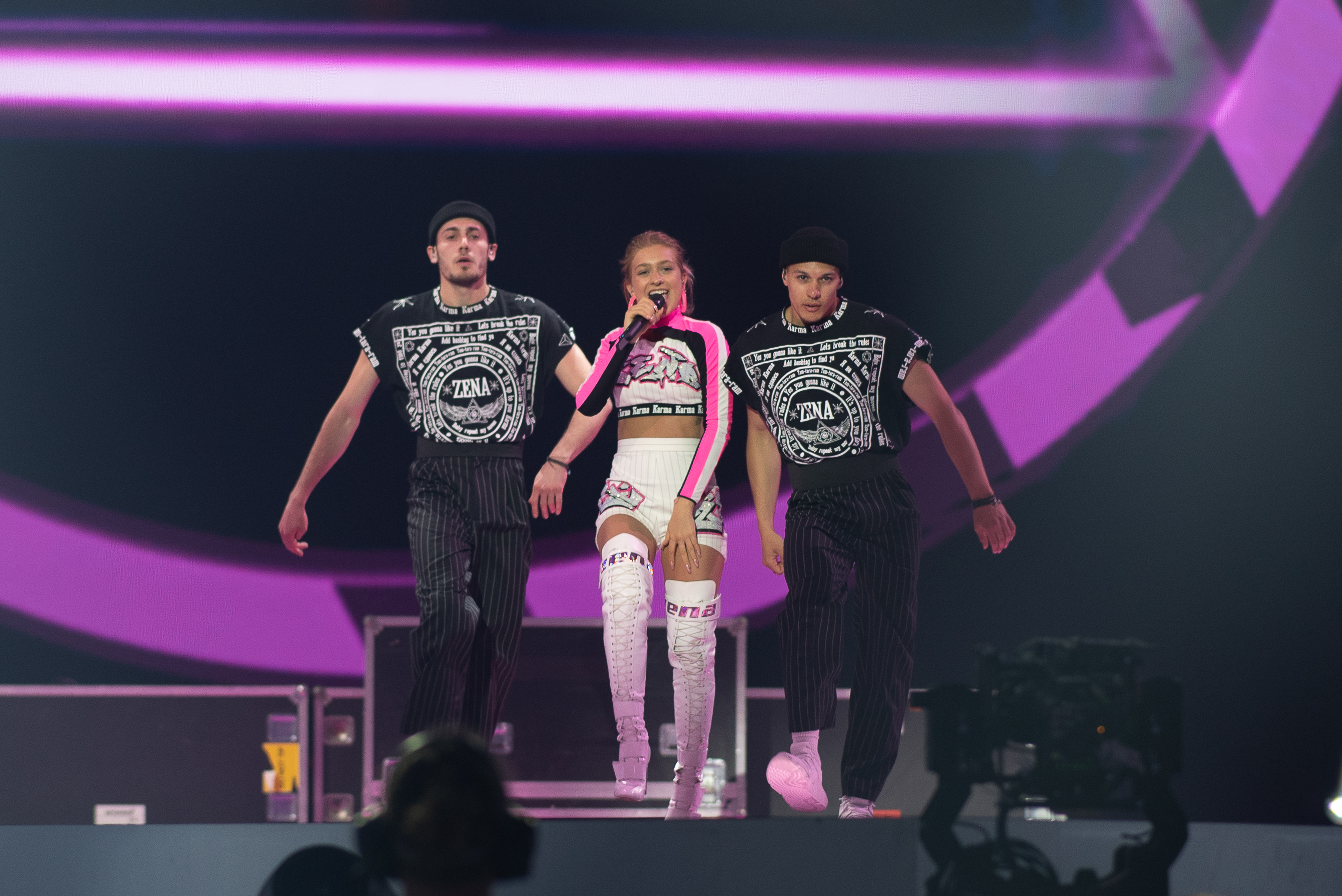
Zena tijdens de repetities in Tel Aviv.

Wit-Rusland nam deel aan het Eurovisiesongfestival 2019 in Tel Aviv, Israël. Het was de 15de deelname van het land aan het Eurovisiesongfestival. BTRC was verantwoordelijk voor de Wit-Russische bijdrage voor de editie van 2019.

## Selectieprocedure
Op 1 februari 2019 werd bekendgemaakt dat de Wit-Russische openbare omroep 113 inzendingen had ontvangen voor deelname aan de nationale finale. 73 daarvan werden uitgevoerd tijdens een auditie op 4 februari 2019. Hieruit koos een vakjury de tien finalisten die mochten strijden om het ticket voor Tel Aviv in de nationale finale. Die finale vond plaats op 7 maart 2019. De punten werden verdeeld door een zevenkoppige jury, die aan elke act een score op tien mocht geven. Uiteindelijk won de pas 16-jarige ZENA met 69 punten de finale, waardoor ze Wit-Rusland mocht vertegenwoordigen op het Eurovisiesongfestival 2019. Haar Engelstalige nummer heette Like it.

## Nationale finale
| Volgorde | Artiest            | Lied                      | Punten | Plaats |
| -------- | ------------------ | ------------------------- | ------ | ------ |
| 1        | Michael Soul       | Humanize                  | 59     | 4      |
| 2        | ZENA               | Like it                   | 69     | 1      |
| 3        | Eva Kogan          | Run                       | 54     | 10     |
| 4        | BLGN & Mirex       | Champion                  | 65     | 2      |
| 5        | Sebastian Roos     | Never getting close       | 62     | 3      |
| 6        | Aljona Gorbatsjova | Can we dream              | 59     | 4      |
| 7        | PROvokatsiya       | Running away from the sun | 55     | 8      |
| 8        | Aura               | Čaravala                  | 55     | 8      |
| 9        | NAPOLI             | Let it go                 | 58     | 7      |
| 10       | KeySi              | No love lost              | 59     | 4      |

| Gedetailleerde jurystemmen | Gedetailleerde jurystemmen | Gedetailleerde jurystemmen | Gedetailleerde jurystemmen | Gedetailleerde jurystemmen | Gedetailleerde jurystemmen | Gedetailleerde jurystemmen | Gedetailleerde jurystemmen | Gedetailleerde jurystemmen | Gedetailleerde jurystemmen | Gedetailleerde jurystemmen |
| Volgorde                   | Lied                       | Jurylid 1                  | Jurylid 2                  | Jurylid 3                  | Jurylid 4                  | Jurylid 5                  | Jurylid 6                  | Jurylid 7                  | Totaal                     | Plaats                     |
| -------------------------- | -------------------------- | -------------------------- | -------------------------- | -------------------------- | -------------------------- | -------------------------- | -------------------------- | -------------------------- | -------------------------- | -------------------------- |
| 1                          | Humanize                   | 9                          | 8                          | 7                          | 8                          | 9                          | 9                          | 9                          | 59                         | 4                          |
| 2                          | Like it                    | 9                          | 10                         | 10                         | 10                         | 10                         | 10                         | 10                         | 69                         | 1                          |
| 3                          | Run                        | 8                          | 7                          | 9                          | 8                          | 7                          | 7                          | 8                          | 54                         | 10                         |
| 4                          | Champion                   | 7                          | 9                          | 10                         | 10                         | 10                         | 9                          | 10                         | 65                         | 2                          |
| 5                          | Never getting close        | 10                         | 10                         | 9                          | 10                         | 8                          | 7                          | 8                          | 62                         | 3                          |
| 6                          | Can we dream               | 9                          | 7                          | 9                          | 9                          | 8                          | 8                          | 9                          | 59                         | 4                          |
| 7                          | Running away from the sun  | 7                          | 8                          | 8                          | 8                          | 8                          | 7                          | 9                          | 55                         | 8                          |
| 8                          | Čaravala                   | 8                          | 8                          | 8                          | 7                          | 8                          | 8                          | 8                          | 55                         | 8                          |
| 9                          | Let it go                  | 9                          | 9                          | 8                          | 9                          | 7                          | 7                          | 9                          | 58                         | 7                          |
| 10                         | No love lost               | 9                          | 9                          | 8                          | 9                          | 7                          | 8                          | 9                          | 59                         | 4                          |

## In Tel Aviv
De peilingen voorafgaand aan het songfestival voorspelden dat de Wit-Russische inzending geen finaleplaats zou behalen. Op het podium werd ZENA vergezeld door twee dansers en twee achtergrondzangeressen. Wit-Rusland trad in de eerste halve finale op als achtste, na Joci Pápai uit Hongarije en voor de Servische Nevena Božović. Wit-Rusland werd in de halve finale tiende en ging daarmee verrassend door naar de finale. Het verschil met de nummer elf, Polen, bedroeg slechts twee punten. In de finale trad ZENA als negentiende op, na Estland en voor Azerbeidzjan. Ze werd er vierentwintigste met 31 punten, waarvan er 13 afkomstig waren van de televoters en 18 van de jury.
2004 · 2005 · 2006 · 2007 · 2008 · 2009 · 2010 · 2011 · 2012 · 2013 · 2014 · 2015 · 2016 · 2017 · 2018 · 2019 · 2020-2025
Albanië · Armenië · Australië · Azerbeidzjan · België · Cyprus · Denemarken · Duitsland · Estland · Finland · Frankrijk · Georgië · Griekenland · Hongarije · Ierland · IJsland · Israël · Italië · Kroatië · Letland · Litouwen · Malta · Moldavië · Montenegro · Nederland · Noord-Macedonië · Noorwegen · Oostenrijk · Polen · Portugal · Roemenië · Rusland · San Marino · Servië · Slovenië · Spanje · Tsjechië · Verenigd Koninkrijk · Wit-Rusland · Zweden · Zwitserland